# Elezioni regionali in Andalusia del 2004
Le elezioni regionali in Andalusia del 2004 si tennero il 14 marzo.

## Risultati
| Liste                                                 | Voti      | %     | Seggi |
| ----------------------------------------------------- | --------- | ----- | ----- |
| Partito Socialista Operaio Spagnolo                   | 2 260 545 | 50,36 | 61    |
| Partito Popolare                                      | 1 426 774 | 31,78 | 37    |
| Sinistra Unita I Verdi - Convocatoria por Andalucía   | 337 030   | 7,51  | 6     |
| Partito Andalusista                                   | 276 674   | 6,16  | 5     |
| Foro Andaluso                                         | 53 288    | 1,19  | –     |
| Partito Socialista d'Andalusia                        | 42 219    | 0,94  | –     |
| Partito Umanista                                      | 5 670     | 0,13  | –     |
| Nuova Sinistra Verde Andalusa                         | 5 065     | 0,11  | –     |
| Assemblea d'Andalusia                                 | 4 544     | 0,10  | –     |
| Falange Española de las JONS                          | 4 437     | 0,10  | –     |
| Partito dei Lavoratori Precari                        | 3 321     | 0,07  | –     |
| Sinistra Repubblicana                                 | 3 130     | 0,07  | –     |
| Partito Socialdemocratico Andaluso                    | 1 642     | 0,04  | –     |
| Assemblea delle Sinistre - Iniziativa per l'Andalusia | 1 334     | 0,03  | –     |
| Un'Altra Democrazia è Possibile                       | 525       | 0,01  | –     |
| Unione Nazionale                                      | 523       | 0,01  | –     |
| Voti in bianco                                        | 62 451    | 1,39  | –     |
| Totale                                                | 4 489 172 | 100   | 109   |